# Vessel (album)
Ne doit pas être confondu avec Vessele.
Pour les articles homonymes, voir Vessel.
Albums de Twenty One Pilots
Regional at Best
(8 juillet 2011) Blurryface
(17 mai 2015)
Vessel est le troisième album du groupe Twenty One Pilots, sorti le 8 janvier 2013.

## Production
L'enregistrement de Vessel s'est déroulé au Rocket Carousel Studio, à Los Angeles, avec le producteur Greg Wells. Wells a mixé l'album, tandis qu'Ian McGregor a aidé à l'enregistrement. La masterisation a été faite par Howie Weinberg et Dan Gerbarg au Howie Weinberg Mastering, également à Los Angeles.
Les chansons Ode to Sleep, Holding On To You, Car Radio, Guns for Hands, et Trees, initialement parues sur leur second album, Regional at Best, ont été ré-enregistrées pour Vessel car les chansons ont été mal produites. House of Gold, parue en bonus de Regional at Best, est également présente avec quelques différences sur Vessel.

## Parution
Durant l'été 2012, Twenty One Pilots sort l'EP Three Songs. Holding On To You paraît en single le 11 septembre. L'album est disponible en streaming le 18 décembre et est finalement publié le 8 janvier 2013. Les deux hommes sur la pochette de l'album sont les grands-pères des deux membres du groupe. La photo avait été choisie pour voir la réaction de leur label. À la suite de son acceptation, le groupe s'est dit « ok, peut-être que ça va marcher ! » (« okay, maybe this is going to work! »).
Pour promouvoir l'album, le groupe a effectué une tournée internationale pendant l'année 2013. Le 4 octobre 2012, le clip de House of Gold, a été dévoilé. La vidéo a été filmée par Warren Kommers et filmée dans le ranch de Will Smith non loin de Los Angeles.

## Liste des morceaux
Toutes les chansons sont écrites et composées par Tyler Joseph, sauf pour "Holding On To You", écrite par Tyler Joseph, Maurice Gleaton, Charles Hammond, Robert Hill, Deangelo Hunt, Bernard Leverette, Gerald Tiller et Jamall Willingham.
| No  | Titre             | Durée |
| --- | ----------------- | ----- |
| 1.  | Ode to Sleep      | 5:08  |
| 2.  | Holding On To You | 4:23  |
| 3.  | Migraine          | 3:59  |
| 4.  | House of Gold     | 2:43  |
| 5.  | Car Radio         | 4:27  |
| 6.  | Semi-Automatic    | 4:14  |
| 7.  | Screen            | 3:49  |
| 8.  | The Run and Go    | 3:49  |
| 9.  | Fake You Out      | 3:51  |
| 10. | Guns for Hands    | 4:32  |
| 11. | Trees             | 4:27  |
| 12. | Truce             | 2:22  |

| 13. | Glowing Eyes (Provient de l'album Regional at Best)                  | 4:26 |
| 14. | Kitchen Sink (Provient de Regional at Best)                          | 5:34 |
| 15. | Lovely (Version réenregistrée; Provient de l'album Regional at Best) | 4:18 |
| 16. | Forest (Provient de Regional at Best)                                | 4:06 |

| 17. | The Pantaloon (En direct de LC Pavilion)                    | 3:41  |
| 18. | House of Gold (En direct de LC Pavilion)                    | 3:00  |
| 19. | Track by Track Commentary (« Commentaire piste par piste ») | 24:09 |

| 13. | Holding On To You (En direct de LC Pavilion)   | 5:35 |
| 14. | Car Radio (En direct de LC Pavilion)           | 4:30 |
| 15. | Trees (En direct de LC Pavilion)               | 6:10 |
| 16. | Guns for Hands (En direct de LC Pavilion)      | 6:00 |
| 17. | Ode to Sleep (En direct de Newport Music Hall) | 5:14 |
| 18. | Forest (En direct de Newport Music Hall)       | 4:32 |

| 13. | Lovely (Version réenregistrée; Provient de Regional at Best) | 4:18 |
| 14. | Holding On To You (En direct de Newport Music Hall)          | 5:19 |
| 15. | Car Radio (En direct de Newport Music Hall)                  | 4:46 |
| 16. | Guns for Hands (Dzeko & Torres remix)                        | 5:03 |